# Саркініт
Саркініт (рос. саркинит; англ. sarkinite; нім. Sarkinit m) — мінерал, основний арсенат мангану острівної будови. Від грецьк. «саркінос» — м'ясний (A. Sjögren, 1885). Синоніми: ксантоарсеніт, поліарсеніт, хондроарсеніт.

## Загальний опис
Хімічна формула: Mn22+[OH|AsO4]. Містить (%): MnO — 53,38; As2O5 — 43,23; H2O — 3,39. Домішки: Sb, Zn. Сингонія моноклінна. Призматичний вид. Утворює товстотаблитчасті кристали, зернисті аґреґати. Спайність по (100) добра. Густина 4,2. Тв. 4,0–5,0. Колір рожево-червоний до жовтого. Розчиняється в HCl. Супутні мінерали: брандтит, бьоментит, кальцит, самородний свинець.

## Розповсюдження
Зустрічається в марганцевих родов. Пайсберґ (Лонґбан, Швеція) і Франклін (шт. Нью-Джерсі, США). Рідкісний.